# Munkácsi görögkatolikus egyházmegye
A Munkácsi görögkatolikus egyházmegye (latinul: Eparchia Munkacsiensis) ruszin görögkatolikus egyházmegye Ukrajna területén, Kárpátalján. Védőszentje boldog Romzsa Tódor vértanú püspök. Püspöke Teodor Macapula 2024. május 8. óta.
A kárpátaljaitól függetlenül a szomszédos Galíciában is működik görögkatolikus egyházmegye Lviv központtal, mely az ukrán görögkatolikus egyház része (a kárpátaljai egyházmegye nem része az ukrán egyháznak).

## Terület

### Szomszédos egyházmegyék
- Nyíregyházi egyházmegye (délnyugat)
- Kassai görögkatolikus egyházmegye (nyugat)
- Eperjesi görögkatolikus főegyházmegye (északnyugat)
- Przemyśli főegyházmegye (észak)
- Szambir-Drohobicsi egyházmegye (északkelet)
- Ivano-frankiviszki főegyházmegye (kelet)
- Kolomijai egyházmegye (kelet)
- Máramarosi görögkatolikus egyházmegye (délkelet)

## Történelem
A hagyomány szerint a Szent Metód által szervezett hét pannóniai püspökség egyike volt, erre azonban bizonyítékok nincsenek.
A 15. századtól a munkács-csernekhegyi kolostor igumenjei felszentelt püspökök voltak, akik joghatóságukat kiterjesztették a ruszinokra, valamint a keleti szertartású ruménekre és magyarokra is. 1646-tól az ungvári unió keretében egységre léptek Rómával. Innentől kezdve Munkácsra felszentelt címzetes püspököket neveztek ki apostoli vikáriusként, akiket viszont az egri püspökök saját rítusvikáriusaiknak tekintettek.
Mária Terézia javaslatára XIV. Kelemen pápa 1771-ben létrehozta a Munkácsi görögkatolikus püspökséget, melynek székhelye 1775-től Ungvár lett. 
Az első világháború után egy parókiája és két fíliája maradt Magyarországon.

## Szervezet

### Az egyházmegyében szolgálatot teljesítő püspökök
| Fénykép | Név, beosztás                                                                 | Születési helye, ideje                | Kinevezés dátuma |
| ------- | ----------------------------------------------------------------------------- | ------------------------------------- | --- |
|         | Teodor Macapula munkácsi görögkatolikus püspök                                | Ungvár, 1981. augusztus 21. (43 éves) | A Munkácsi görögkatolikus egyházmegye püspöke: 2024. május 8. óta.                                                                                   |
|         | Nyil Luscsak munkácsi görögkatolikus segédpüspök 2020–2024 apostoli kormányzó | Ungvár, 1973. május 22. (52 éves)     | munkácsi görögkatolikus segédpüspök: 2012. november 19. A Munkácsi Görögkatolikus Egyházmegye apostoli kormányzója: 2020. július 20–2024. július 16. |

#### Korábbi püspökök
Az egyházmegye püspökei az 1771-es alapítástól kezdve: